# 篠原秀典
篠原秀典（しのはら ひでのり、1983年5月16日 - ）は、日本のソフトテニス選手。ポジションは後衛、小林幸司とのペアでながらく日本代表を率いた。

## 来歴
群馬県渋川市出身。東京農大二高 - 日本体育大学。2005東アジア競技大会が国際大会初代表。

## 四大国際大会戦績
- 2005東アジア競技大会 シングルスベスト8 別対抗団体戦銀メダル
- 2006アジア競技大会 シングルス銀メダル　国別対抗団体戦金メダル
- 2007世界ソフトテニス選手権　ダブルスベスト8（篠原秀典・香川大輔）　国別対抗団体戦金メダル
- 2008アジアソフトテニス選手権　団体銀メダル シングルス銀メダル
- 2010アジア競技大会　ダブルス銅メダル（篠原秀典・小林幸司）　国別対抗団体戦銀メダル
- 2011世界ソフトテニス選手権　ダブルス銀メダル（篠原秀典・小林幸司）　国別対抗団体戦銀メダル
- 2012アジアソフトテニス選手権　ダブルスベスト8（篠原秀典・小林幸司）　国別対抗団体戦金メダル
- 2013東アジア競技大会　ダブルス金メダル（篠原秀典・小林幸司）　国別対抗団体戦金メダル
- 2014アジア競技大会　ダブルスベスト８（篠原秀典・小林幸司）　ミックスダブルスベスト8(篠原秀典・森原可奈）　国別対抗団体戦銀メダル
- 2016アジアソフトテニス選手権　ダブルス銅メダル（篠原秀典・小林幸司）　国別対抗団体戦金メダル